# 예래본향당
예래본향당은 제주특별자치도 서귀포시 하예동 117번지에 있다. 2013년 12월 27일 제주특별자치도의 향토유산 제15호로 지정되었다.

## 지정 사유
“열리하로신당”이라고도 하며, 동백자하로산 서백제천지천황어명국 족다리 대서부인을 모시는 당으로 예래동 마을 사람들의 생산․물고․호적을 관장하는 본향신이다. 예래본향당은 마을사람들이 신상을 만들어 신을 모시고 있는 곳으로 지정가치가 크다.